# مسابقه کرجی‌رانی در ارژانتوی

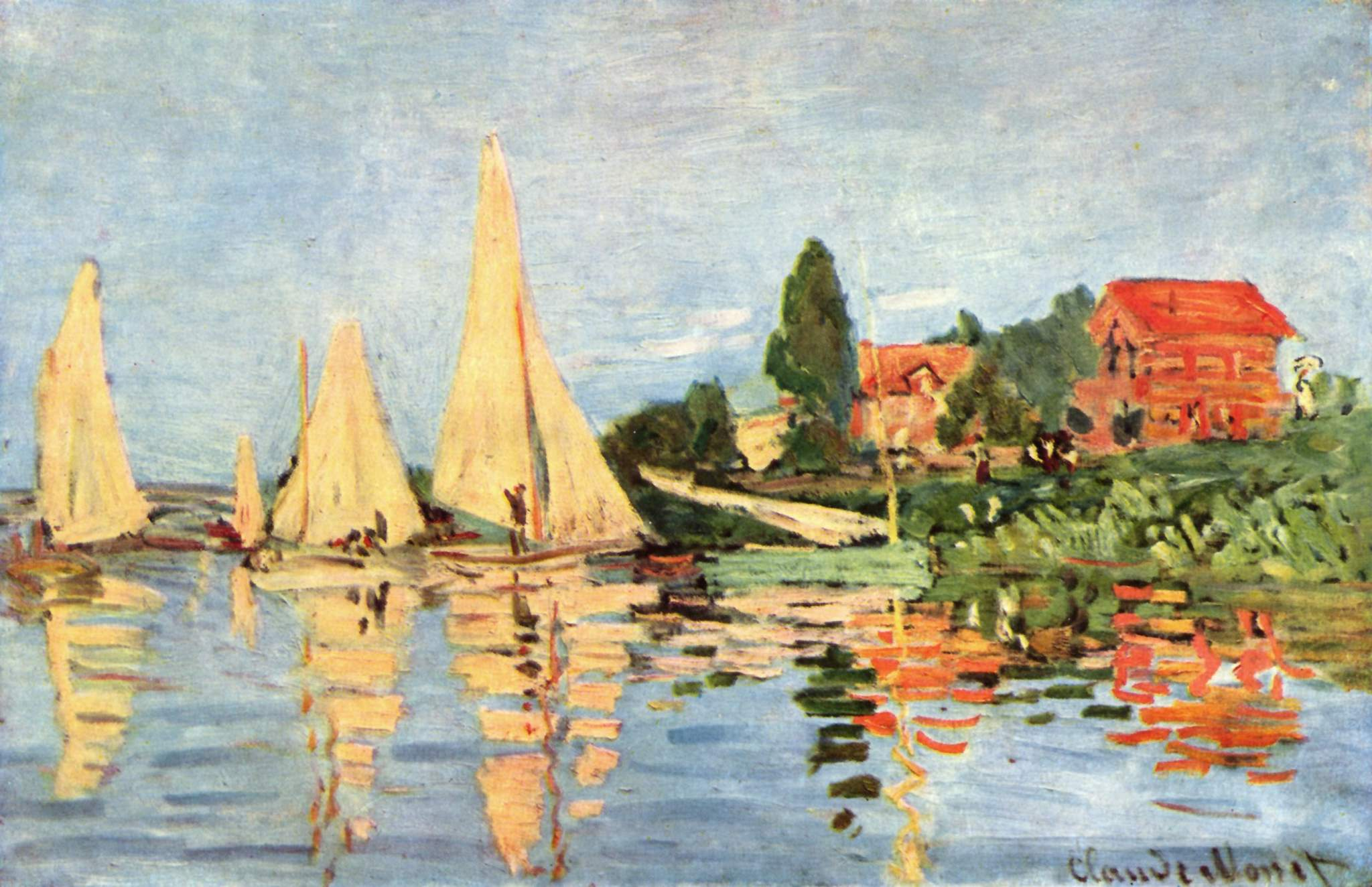
Claude Monet 042

مسابقه کرجی‌رانی در ارژانتوی (انگلیسی: Regatta at Argenteuil) نقاشی رنگ روغن بر روی بوم کرباس از کلود مونه، نقاش فرانسوی است که در سال ۱۸۷۲ خلق شد و امروزه در موزه اورسی نگهداری می‌شود.